# Filippo Costa
Filippo Costa (Noventa Vicentina, 21 maggio 1995) è un calciatore italiano, difensore del Vicenza.

## Biografia
Il 4 aprile 2019, dal fidanzamento con Martina, nasce il figlio Alessandro.

## Caratteristiche tecniche
È un difensore di fascia che può fare indifferentemente il terzino sinistro in una difesa a quattro oppure giocare più alto come esterno mancino con tre centrali alle spalle.
Ha la capacità di fare le due fasi.

## Carriera

### Club

#### Chievo, Pisa e Bournemounth
Costa è cresciuto nelle giovanili del Chievo, dove è arrivato quando era in quinta elementare. Con i gialloblù vince il Campionato Primavera 2013-2014. Nell'estate del 2014 viene ceduto in prestito al Pisa, dove rimane per una stagione. All'inizio della stagione 2015-2016 passa in prestito al Bournemouth. Il 16 gennaio 2016 rientra dal prestito, senza aver mai giocato in prima squadra. Esordisce in Serie A il 3 febbraio 2016, giocando gli ultimi 8 minuti di Inter-Chievo 1-0.

#### SPAL
Il 16 gennaio 2017 passa in prestito con diritto di riscatto e controriscatto alla SPAL, militante in Serie B. L'11 febbraio seguente segna il primo gol in carriera nel match vinto 3-0 in trasferta contro l'Entella.
Al termine della stagione contribuirà a riportare la squadra ferrarese in massima divisione dopo 49 anni di assenza; rimarrà poi a far parte della rosa dei biancazzurri grazie alla clausola che prevedeva il riscatto automatico in caso di promozione in Serie A della SPAL.
Dopo una prima stagione in A in cui ha trovato abbastanza spazio, nella seconda ne trova meno, disputando solo 9 partite (11 considerando la Coppa Italia).

#### Napoli e prestiti a Bari, Entella, Parma e Foggia
Il 13 luglio 2019 è stato acquistato a titolo definitivo dal Napoli, venendo il 15 luglio girato in prestito biennale al Bari; mette insieme 31 presenze e 1 gol tra Serie C, play-off (persi in finale) e Coppa Italia. Dopo una stagione con i biancorossi, il 18 settembre 2020 passa in prestito alla Virtus Entella in Serie B. Segna il suo primo gol il 12 dicembre aprendo le marcature nella débâcle interna contro l'Empoli (2-5); si ripete il 30 gennaio 2021 nella sconfitta interna con il Cosenza (1-2). In tutto mette insieme 23 presenze e 2 gol, tornando poi al Napoli dopo la retrocessione dell’Entella. Dopo non aver trovato spazio nella prima parte di stagione con gli azzurri, il 10 gennaio 2022 viene ufficializzato il suo passaggio al Parma, in prestito fino a giugno con diritto di riscatto. Nella stagione successiva viene ceduto sempre in prestito al Foggia.

#### Vicenza
Il 19 luglio 2023, Costa passa a titolo definitivo al Vicenza, in Serie C, con cui firma un contratto biennale.

## Statistiche

### Presenze e reti nei club
Statistiche aggiornate al 28 maggio 2025.
| Stagione        | Squadra         | Campionato      | Campionato | Campionato | Coppe nazionali | Coppe nazionali | Coppe nazionali | Coppe continentali | Coppe continentali | Coppe continentali | Altre coppe | Altre coppe | Altre coppe | Totale | Totale |
| Stagione        | Squadra         | Comp            | Pres       | Reti       | Comp            | Pres            | Reti            | Comp               | Pres               | Reti               | Comp        | Pres        | Reti        | Pres   | Reti   |
| --------------- | --------------- | --------------- | ---------- | ---------- | --------------- | --------------- | --------------- | ------------------ | ------------------ | ------------------ | ----------- | ----------- | ----------- | ------ | ------ |
| 2014-2015       | Pisa            | LP              | 26         | 0          | CI+CI-LP        | 3+0             | 0               | -                  | -                  | -                  | -           | -           | -           | 29     | 0      |
| 2015-gen. 2016  | Bournemouth     | PL              | 0          | 0          | FA+CdL          | 0               | 0               | -                  | -                  | -                  | -           | -           | -           | 0      | 0      |
| gen.-giu. 2016  | Chievo          | A               | 6          | 0          | CI              | -               | -               | -                  | -                  | -                  | -           | -           | -           | 6      | 0      |
| 2016-gen. 2017  | Chievo          | A               | 1          | 0          | CI              | 1               | 0               | -                  | -                  | -                  | -           | -           | -           | 2      | 0      |
| Totale Chievo   | Totale Chievo   | Totale Chievo   | 7          | 0          |                 | 1               | 0               |                    | -                  | -                  |             | -           | -           | 8      | 0      |
| gen.-giu. 2017  | SPAL            | B               | 15         | 1          | CI              | -               | -               | -                  | -                  | -                  | -           | -           | -           | 15     | 1      |
| 2017-2018       | SPAL            | A               | 23         | 0          | CI              | 1               | 0               | -                  | -                  | -                  | -           | -           | -           | 24     | 0      |
| 2018-2019       | SPAL            | A               | 9          | 0          | CI              | 2               | 0               | -                  | -                  | -                  | -           | -           | -           | 11     | 0      |
| Totale SPAL     | Totale SPAL     | Totale SPAL     | 47         | 1          |                 | 3               | 0               |                    | -                  | -                  |             | -           | -           | 50     | 1      |
| 2019-2020       | Bari            | C               | 27+3       | 1          | CI-C            | 1               | 0               | -                  | -                  | -                  | -           | -           | -           | 31     | 1      |
| 2020-2021       | Virtus Entella  | B               | 23         | 2          | CI              | 0               | 0               | -                  | -                  | -                  | -           | -           | -           | 23     | 2      |
| 2021-gen. 2022  | Napoli          | A               | 0          | 0          | CI              | 0               | 0               | UEL                | 0                  | 0                  | -           | -           | -           | 0      | 0      |
| gen.-giu. 2022  | Parma           | B               | 3          | 0          | CI              | 0               | 0               | -                  | -                  | -                  | -           | -           | -           | 3      | 0      |
| 2022-2023       | Foggia          | C               | 32+8       | 3          | CI-C            | 5               | 1               | -                  | -                  | -                  | -           | -           | -           | 45     | 4      |
| 2023-2024       | Vicenza         | C               | 33+8       | 2+1        | CI+CI-C         | 1+1             | 0               | -                  | -                  | -                  | -           | -           | -           | 43     | 3      |
| 2024-2025       | Vicenza         | C               | 33+4       | 1          | CI-C            | 2               | 0               | -                  | -                  | -                  | -           | -           | -           | 39     | 1      |
| Totale Vicenza  | Totale Vicenza  | Totale Vicenza  | 66+12      | 3+1        |                 | 4               | 0               |                    | -                  | -                  |             | -           | -           | 82     | 4      |
| Totale carriera | Totale carriera | Totale carriera | 231+20     | 10+1       |                 | 15              | 1               |                    | -                  | -                  |             | -           | -           | 266    | 12     |

## Palmarès

### Club

#### Competizioni giovanili
- Campionato Primavera: 1

Chievo 2013-2014

#### Competizioni nazionali
- Campionato italiano di Serie B: 1

S.P.A.L. 2016-2017